# 뇨키
뇨키(이탈리아어: gnocchi 단수: gnocco 뇨코[*])는 이탈리아의 파스타이다. 고대 로마 시대부터 먹었던 오래된 요리로서 파스타의 일종이다. 감자와 치즈와 밀가루를 반죽하여 익혀만든다. 현대 이탈리아에서 먹는 뇨키는 감자를 이용한 것이 주류를 이루지만 감자가 들어 온 것은 유럽의 대항해 시대 이후이므로, 뇨키에는 감자 대신에 호박을 이용한 것 등 많은 종류가 있다. 찰진 반죽을 떼어 내 물에 삶아 요리하는 방식이 한국 요리의 수제비와 유사하다. 특히 새해요리로 즐겨 먹는다.

## 만드는 법
다른 파스타에 비해 요리법이 간단하고 가능한 조리전에 직접 만드는 때가 많다. 다음은 일반적인 만드는 방법이다.
1. 감자를 쪄서 뜨거울 때 으깬다.
2. 올리브유, 소금, 치즈 가루를 섞어 간을 한다.
3. 밀가루를 섞어 찰진 정도를 조정하여 반죽을 만든다.
4. 반죽을 작은 크기로 끊어내어 끓는 소금 물에 삶아 낸다.
5. 소스를 만들어 섞어 최종적으로 요리를 완성한다.

## 사진

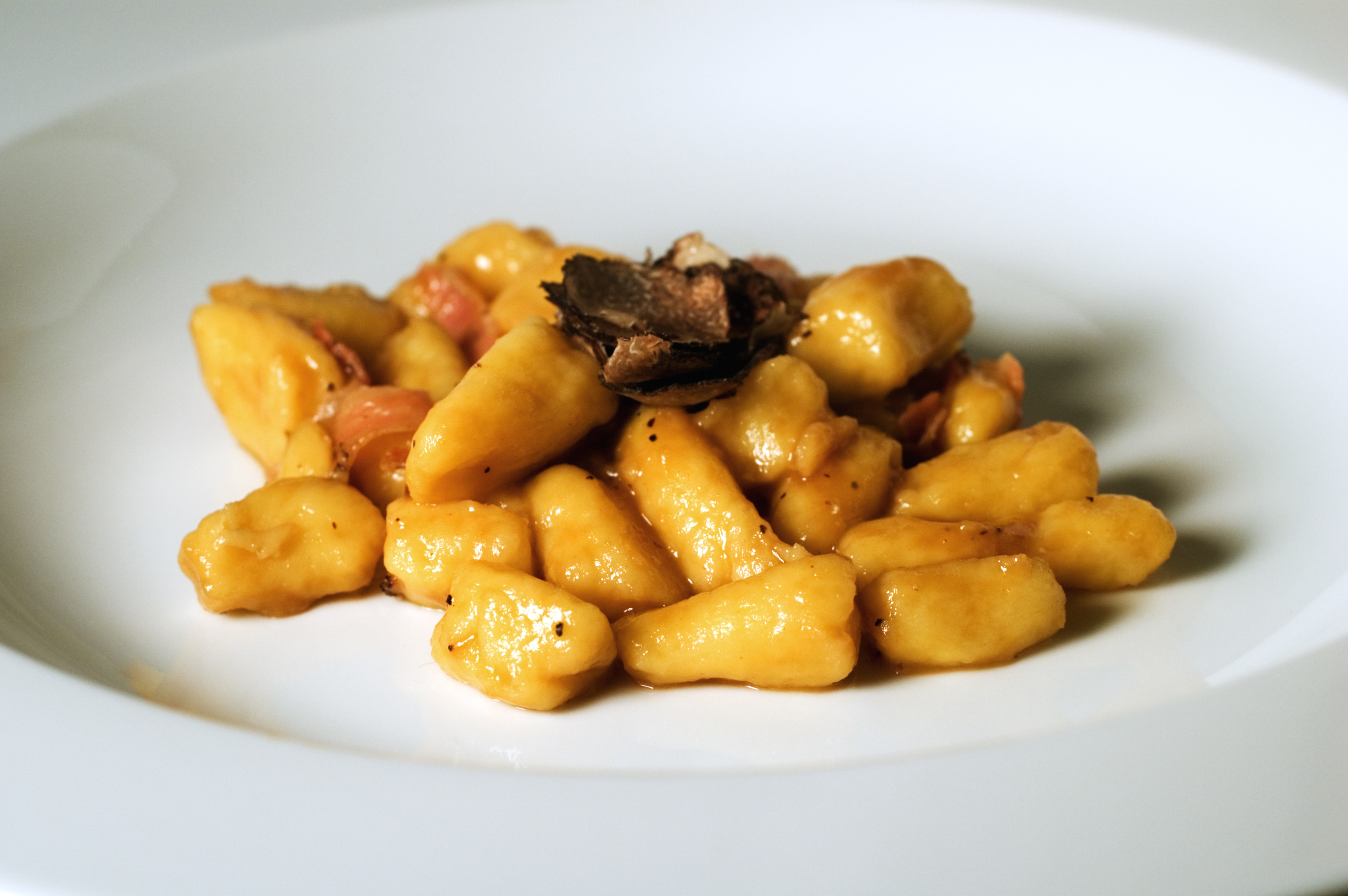
송로버섯을 곁들인 뇨키 요리
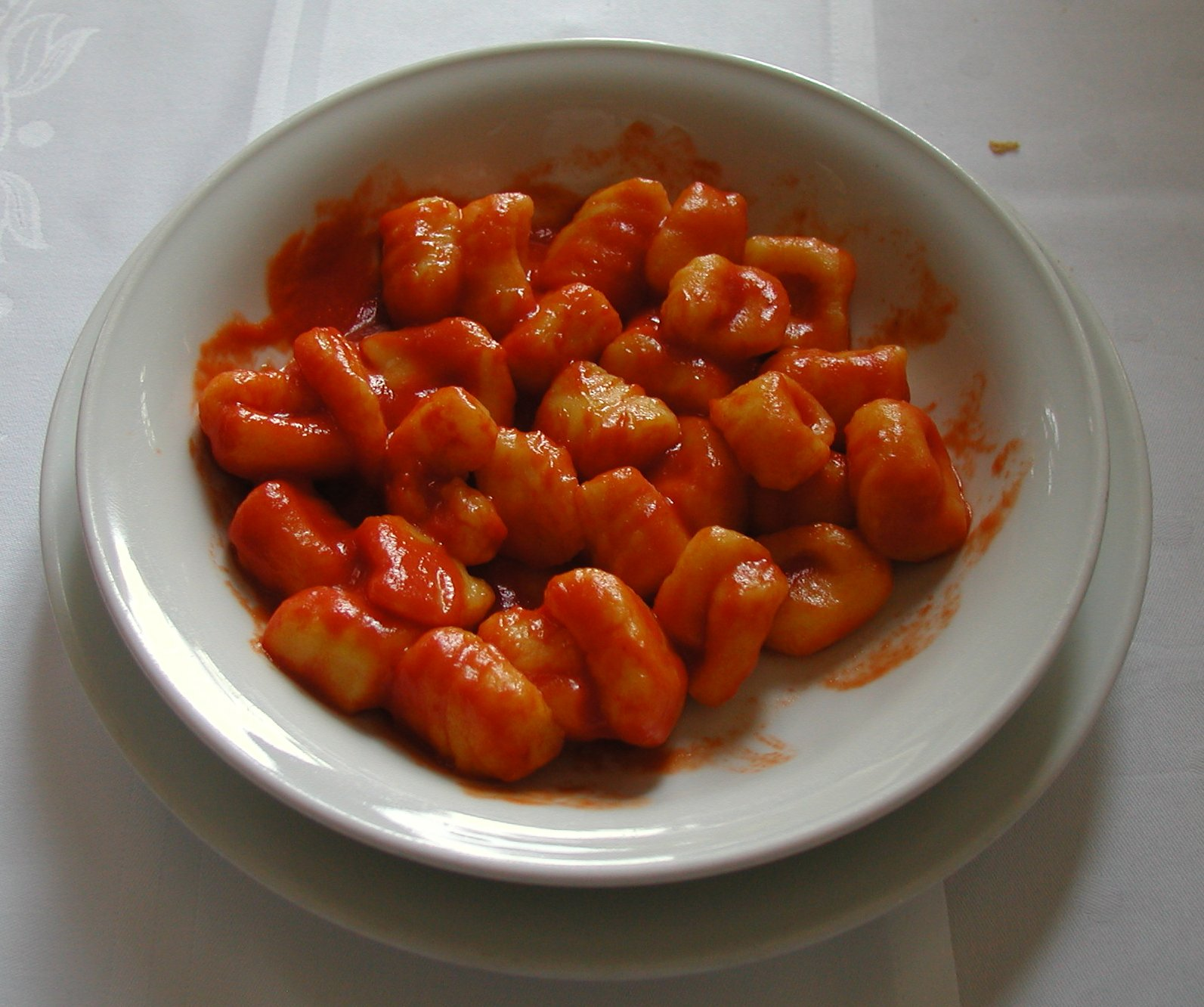
토마토 소스를 넣은 뇨키 요리

## 같이 보기
- 말로레두스
- 카바텔리